# Německý výstavní holub
Německý výstavní holub je okrasné plemeno holuba domácího patřící do skupiny tzv. výstavních holubů. Ti byli vyšlechtěni z poštovního holuba zdůrazněním některých líbivých exteriérových znaků, hlavně tvaru hlavy, zobáku a těla. Je to středně velký holub elegantního těla a vyváženého postoje, s hlavou charakteristicky tvarovanou do oblouku, na kterou plynule navazuje dlouhý, silný zobák. Německý výstavní holub je v Evropě nejznámějším a nejprošlechtěnějším plemene výstavního holuba, a výsadní postavení má i v Česku, kde je nejrozšířenějším výstavním holubem a z hlediska početnosti chovaných ptáků patří do první desítky nejčastěji chovaných plemen holubů vůbec. V seznamu plemen EE se řadí do plemenné skupiny užitkových holubů a je zapsán pod číslem 0032.

## Charakteristika
Plemeno vzniklo na základě poštovního holuba, preferováním exteriérových znaků se však postupem času z výkonného letce stal okrasný, voliérový pták. Šlechtění začalo na konci 19. století křížením poštovních holubů s antverpskými a anglickými výstavními holuby, dragouny a racky. První vzorník vyšel v Německu už v roce 1910. Od té doby se plemeno postupně vyvíjelo až do dnešní podoby.
Německý výstavní holub je silný holub s vodorovně neseným trupem, delším vzpřímeným krkem a vyššíma nohama. Pták je vyšší než delší a z jeho výšky je asi jedna třetina tvořena hlavou a krkem, třetina hrudí a třetina nohama. Význačným znakem je jeho hlava. Mezi očima je široká, ale směrem k zobáku se klínovitě zužuje. Společně se zobákem a ozobím tvoří delší, ničím nepřerušený oblouk. Zobák je tupý, dlouhý a velmi silný, přičemž horní i dolní polovina zobáku jsou shodné tloušťky. V ideálním případě by měl být zobák stejně vysoký a široký. Ozobí je bohatě vyvinuté, má tvar nepatrně vykrojeného srdce a je velmi dlouhé, vpředu dosahuje až ke špičce zobáku. Ozobí se před výstavou upravuje, aby bylo dokonale hladké. Oči jsou velké, většinou s oranžovou až jasně červenou duhovkou, jen bílí ptáci a někteří straci mají oči tmavé, vikvové. Obočnice jsou jen úzké, jemná a světle šedé až bílé, podle barvy opeření.
Krk je delší, vztyčený a nesený kolmo k tělu, je široce nasazený a směrem k hlavě se zužuje. Hrdlo je dobře vykrojené. Trup je krátký a zaoblený, klínovitého tvaru, s vodorovně neseným hřbetem a širokou a zaoblenou hrudí. Křídla mohou mírně odstávat od těla, dobře kryjí hřbet a jejich široké letky se nekříží a spočívají na ocase, který je krátký a úzký. Nohy jsou dlouhé, silné, nepodklesné, s neopeřenými běháky či prsty.
Opeření je dobře vyvinuté, hladké a pevně přiléhající. Německý výstavní holub nemá žádné pernaté ozdoby a barva opeření se hodnotí až na posledním místě. Chová se ve všech barevných rázech poštovních holubů, nejčastěji je bílý, prošlechtěnými rázy jsou také popelavě červená, modrá pruhová a kapratá, stříbřitá, popelavě žlutá a žlutě plavá. Vyskytuje se též v kresbě nepravidelných straků, běloušů a tygrů.
Jeto klidný holub, který nemá větší nároky na zařízení holubníku. Většinou je držen ve voliérách.

## Odkazy

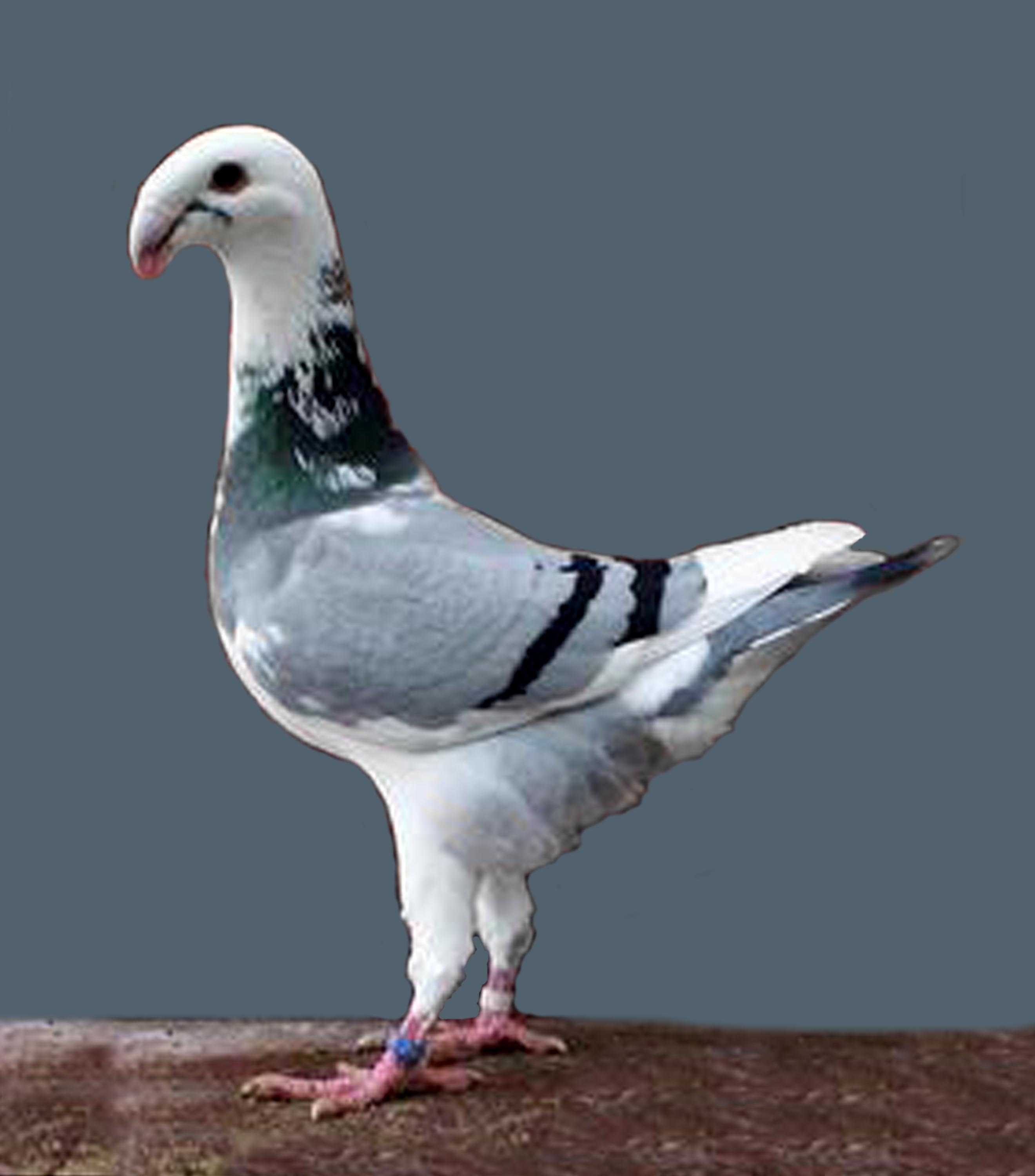
Německý výstavní holub, modrý pruhový strak